# ذخیره انرژی مغناطیسی با ابررسانایی
سیستم‌های ذخیره‌سازی انرژی مغناطیسی با ابررسانایی(SMES) انرژی را در میدان مغناطیسی که با استفاده از شار جریان مستقیم در یک سیم پیچ ابررسانایی که زیر دمای ابررسانایی اش خنک نگه داشته شده‌است، ذخیره می‌کنند.
یک SMES نمونه از سه قسمت تشکیل شده‌است: سیم پیچ ابررسانا، سیستم مدیریت قدرت و یخچال سرد شده. وقتی سیم پیچ ابررسانا شارژ می‌شود، انرژی مغناطیسی تخلیه نمی‌شود و می‌توان از آن به عنوان ذخیره ساز انرژی استفاده کرد.
انرژی ذخیره شده قابلیت آزادسازی در شبکه از طریق تخلیهٔ الکتریکی سیم پیچ را دارد. سیستم مدیریت قدرت از یک مبدل یکسوساز/وارون ساز برای تبدیل جریان متناوب(AC) به جریان مستقیم یا برعکس استفاده می‌کند. مبدل یکسوساز/وارون ساز موجب اتلاف ۲-۳ درصدی انرژی در هر مسیر می‌شود. اتلاف SMES در طول مراحل ذخیرهٔ انرژی در مقایسه با دیگر روشهای ذخیرهٔ انرژی کمترین اتلاف برق را دارد. سیستم SMES بسیار کارآمد است. راندمان رفت و برگشت بیشتر از ۹۵٪ است.

## محاسبهٔ انرژی ذخیره شده
انرژی مغناطیسی ذخیره شده در یک سیم پیچ حامل جریان:
{\displaystyle E={\frac {1}{2}}LI^{2}}
که
E = انرژی به ژول.
L = اندوکتانس به هانری
I = جریان به آمپر